# Dominicas de Caldwell
La Congregación del Sagrado Corazón de Caldwell (en inglés: Dominican sisters of the Congregation of the Sacred Heart of Caldwell) es una congregación religiosa católica femenina, de vida apostólica y de derecho diocesano, fundada en 1872 por la religiosa estadounidense Catharine Muth, en Jersey City. A las religiosas de este instituto se les conoce como Dominicas de la Congregación del Sagrado Corazón de Caldwell o simplemente como dominicas de Caldwell. Sus miembros posponen a sus nombres las siglas O.P.

## Historia
La congregación tiene su origen en las dominicas de Newburgh (que a su vez provenían de las dominicas de Amityville), cuando cuatro religiosas de dicho instituto, a la cabeza de Catharine Muth, llegaron a Jersey City en 1872 para abrir una nueva comunidad, que nueve meses después se independizó de la casa madre, formando un nuevo instituto religioso.
El instituto recibió la aprobación como congregación religiosa de derecho diocesano el 16 de diciembre de 1881, de parte del obispo Winand Michael Wigger, de la diócesis de Newark. Fue agregada a la Orden de Predicadores en 1906.

## Organización
La Congregación del Sagrado Corazón de Caldwell es un instituto religioso de derecho diocesano y centralizado, cuyo gobierno es ejercido por una priora general, es miembro de la Familia dominica y de la Conferencia de Hermanas Dominicas y su sede se encuentra en la localidad de Caldwell (Jersey City).
Las dominicas de Caldwell se dedican a la predicación, a la educación y formación cristiana de la infancia y de a juventud, al cuidado del medio ambiente y a la atención de enfermos. En 2018 el instituto contaba con una 114 religiosas presentes únicamente en los Estados Unidos.